# Margarita Anatoljewna Ponomarjowa
Margarita Anatoljewna Ponomarjowa (russisch Маргарита Анатольевна Пономарёва, engl. Transkription Margarita Ponomaryova, geb. Хромова – Chromowa – Khromova; * 19. Juni 1963 in Balqasch, Kasachische SSR; † 31. August 2021 in Sankt Petersburg) war eine russische Hürdenläuferin.
Sie stellte am 22. Juni 1984 in Kiew mit einer Zeit von 53,58 s einen Weltrekord im 400-Meter-Hürdenlauf auf. Damit unterbot sie Ana Ambrazienės alte Marke um 44 Hundertstelsekunden und blieb als erste Frau auf dieser Strecke unter 54 Sekunden. Im folgenden Jahr verlor sie den Weltrekord an die Weltmeisterin Sabine Busch.
Bei den Leichtathletik-Europameisterschaften 1986 in Stuttgart belegte Chromowa im 400-Meter-Hürdenlauf den achten Platz. Dagegen schied sie bei den Leichtathletik-Weltmeisterschaften 1987 in Rom bereits in der Halbfinalrunde aus. Bei der Universiade 1989 in Duisburg gelang ihr der Titelgewinn, und bei den Leichtathletik-Europameisterschaften 1990 in Split erreichte sie, nun unter dem Namen Chromowa-Ponomarjowa startend, Platz fünf.
1991 wurde sie bei den Leichtathletik-Hallenweltmeisterschaften in Sevilla in der 4-mal-400-Meter-Staffel eingesetzt. Das sowjetische Team in der Besetzung Marina Schmonina, Ljudmyla Dschyhalowa, Ponomarjowa und Aelita Jurtschenko gewann in 3:27,95 min die Silbermedaille hinter der deutschen und vor der US-amerikanischen Mannschaft. Bei den Weltmeisterschaften in Tokio wurde sie Achte im 400-Meter-Hürdenlauf. Im Jahr darauf erreichte sie bei den Olympischen Spielen 1992 in Barcelona als Starterin für das Vereinte Team der GUS den sechsten Rang.
Den Höhepunkt ihrer Karriere erlebte sie bei den Weltmeisterschaften 1993 in Stuttgart. Im 400-Meter-Hürdenlauf holte sie in persönlicher Bestleistung von 53,48 s die Bronzemedaille hinter der Britin Sally Gunnell (52,74 s, damaliger Weltrekord) und der US-Amerikanerin Sandra Farmer-Patrick (52,79 s). Außerdem startete sie in Stuttgart mit der russischen 4-mal-400-Meter-Stafette. Diese gewann in der Aufstellung Jelena Rusina, Tatjana Alexejewa, Ponomarjowa und Irina Priwalowa die Silbermedaille in einer Zeit von 3:18,38 min hinter der US-amerikanischen und vor der britischen Staffel.
Margarita Ponomarjowa war 1,76 m groß, wog zu Wettkampfzeiten 63 kg und startete für Spartak Sankt Petersburg.

## Persönliche Bestzeiten
- 400 m: 51,10 s, 2. Juni 1991, Chania
- 400 m Hürden: 53,48 s, 19. August 1993, Stuttgart